# Gayenna ignava
Gayenna ignava là một loài nhện trong họ Anyphaenidae.
Loài này thuộc chi Gayenna. Gayenna ignava được Richard C. Banks miêu tả năm 1898.